# جیک رابرتز
اورلیان اسمیت جونیور (به انگلیسی: Aurelian Smith, Jr) (زادهٔ ۳۰ مه ۱۹۵۵) یک کشتی‌گیر حرفه ای نیمه‌بازنشسته آمریکایی می‌باشد که بیشتر با نام جیک "د سنیک" رابرتز (به انگلیسی: Jake "The Snake" Roberts) شناخته می‌شود. او در بسیاری از مسابقات خود ماری را داخل رینگ می‌آورد، که یکی از مشهورترین آن‌ها یک پایتونان به نام دیمین است.
او در فیلم ترنسرها ۴ بازی کرده‌است.